# Pseudalbara
Pseudalbara là một chi bướm đêm thuộc phân họ Drepaninae.